# Бренстон, Джеки
Джеки Бренстон (англ. Jackie Brenston; 24.8.1928 или 1930, Кларксдейл, Миссисипи, США — 15.12.1979, Мемфис, Теннесси, США) — американский блюзовый и R&B певец и саксофонист. Лауреат Blues Music Awards в номинации «Песня года» (1983). Член Зал славы блюза (1991) как автор произведения, ставшего классикой блюза. Получил известность как первый исполнитель песни «Rocket 88», которая некоторыми критиками рассматривается как первая запись в жанре рок-н-ролл 

## Биография
Джеки Бренстон родился 24 августа 1928 года (по данным Министерства по делам ветеранов США) или 1930 года (по базе данных смертей U.S. Social Security Death Index) в Кларксдейле, штат Миссисипи. По словам самого Бренстона, он родился 24 августа 1927 года. У него было трудное детство, он часто убегал из дома, и есть теория, что его мать Этель Бренстон добавила ему возраст с тем, чтобы он мог уйти в армию. 19 января 1946 года Джеки Бренстон поступил на службу в 82-ю воздушно-десантную дивизию, 18 декабря 1946 года прекратил службу. 
После службы в армии Джеки Бренстон вернулся в Кларксдейл, выучился играть на тенор-саксофоне у местного музыканта Джесси Флауэрса  и присоединился как саксофонист и время от времени певец к группе Айка Тёрнера Kings of Rhythm. Местный успех группы позволил Би Би Кингу рекомендовать группу Сэму Филлипсу, владельцу студии «Memphis Recording Service», где группа в марте 1951 года записала несколько синглов, в том числе знаковую «Rocket 88». Партию вокала в ней исполнил Джеки Бренстон, авторство на конверте сингла указано также его. По мнению исследователей, Джеки Бренстон был как минимум соавтором песни, несмотря на то, что Айк Тёрнер утверждал о своём авторстве музыки . Сэм Филлипс продал запись в Chess Records, которая выпустила сингл, где исполнителем была указана группа Jackie Brenston and his Delta Cats. Песня возглавила Billboard R&B chart, стала первым хитом № 1 от Chess Records  и была продана в количестве приблизительно в полмиллиона копий. Айк Тёрнер с группой получили по 20 долларов каждому за запись, за исключением Джеки Бренстона, который продал права на песню Филлипсу за 910 долларов . 
Успех песни вызвал трения в группе и после записи ещё одного сингла Джеки Бренстон группу покинул. По некоторым сведениям cингл «Juiced» записан не с Бренстоном, а с Билли Лавом, которого Сэм Филлипс нанял, чтобы тот «выдавал себя» за Бренстона . В течение двух лет он работал в группе Лоуэлла Фулсона, а в 1955 вернулся к Айку Тёрнеру. Хотя он иногда пел на концертах, Айк Тёрнер запрещал ему петь «Rocket 88» . 
В 1958 году Бренстон записал саксофон на синглах Айка Тёрнера и Отиса Раша. К тому времени Бренстон уже страдал алкоголизмом и играл лишь в местных клубах. В 1961 году Бренстон выпустил сингл, записанный с оркестром Тёрнера, «Trouble Up The Road» / «You Ain’t The One», а в 1963 состоялась последняя запись музыканта в ходе сессии Эрла Хукера  В конечном итоге Бренстон оставил музыку, работал водителем грузовика и умер забытым в 1979 году от инфаркта в больнице V.A. Hospital в Мемфисе. 
Сингл, выпущенный Chess Records в 1983 году, содержащий на одной стороне песню Мадди Уотерса «Got My Mojo Working», а на другой «Rocket 88» завоевал премию Blues Music Award в номинации «Песня года»
Айк Тёрнер, говоря о Джеки Бренстоне как саксофонисте, сказал что  «Джеки был больше альтом и баритоном [имеется в виду «не тенор»]. Джеки играл больше в стиле Луи Джордана» .

## Дискография

### Синглы
- 1951: «Rocket 88» / «Come Back Where You Belong» (Chess 1458) — Jackie Brenston and His Delta Cats
- 1951: «My Real Gone Rocket» / «Tuckered Out» (Chess 1469) — Jackie Brenston and His Delta Cats
- 1951: «Juiced» / «Independent Woman» (Chess 1472) — Jackie Brenston and His Delta Cats
- 1952: «Hi Ho Baby» / «Leo The Louse» (Chess 1496) — Jackie Brenston and His Delta Cats
- 1952: «Blues Got Me Again» / «Starvation» (Chess 1532) — Jackie Brenston and His Delta Cats
- 1956: «What Can It Be» / «Gonna Wait For My Chance» (Federal 12283) — Jackie Brenston With Ike Turner’s Kings Of Rhythm
- 1957: «Much Later» / «The Mistreater» (Federal 12291) — Jackie Brenston With Ike Turner’s Kings Of Rhythm
- 1961: «Trouble Up The Road» / «You Ain’t The One» (Sue 736) — Jackie Brensten With Ike Turner’s Orchestra
- 1962: «Want You To Rock Me» / «Down In My Heart» (Mel-Lon 1000) — Jackie Brenston

### Альбомы с участием
- 1984: Rocket 88: Jackie Brenston & His Delta Kings Featuring Ike Turner (Chess/P-Vine Records)
- 1984: Sun Records: The Blues Years 1950—1956 (Sun Records)
- 1994: The Sue Records Story (EMI Records) 4-CD set
- 1991: Ike Turner, Kings Of Rhythm — Trailblazer (Charly R&B)
- 2004: A Proper Introduction To Ike Turner/Jackie Brenston: Rocket 88 (Proper Records)
- 2007: Jackie Brenston — The Mistreater (Rev-Ola Records)
- 2008: Ike Turner — Classic Early Sides 1952—1957 (JSP Records)
- 2008: Rockin' Memphis (Proper Records)
- 2010: The Legendary Ike Turner — That Kat Sure Could Play! The Singles 1951 To 1957 (Secret Records) 4-CD set
- 2012: Ike Turner — Studio Productions: New Orleans And Los Angeles 1963—1965 (Ace Records)
- 2013: After Sun: What The Stars Of The Legendary Sun Record Company Did Next (Fantastic Voyage Records) 3-CD set
- 2022: Jackie Brenston and his Delta Cats — The Blues Got Me Again: Singles 1951—1962 (Jasmine Records)